# Мисарж, Ольга
Ольга Мисарж (урождённая Поппер, 11 декабря 1876, Вена — 8 октября 1950, Лондон) — австрийская активистка движения за мир, феминистка и писательница. С 1910 года она принимала активное участие в австрийской деятельности, связанной с женским движением и избирательным правом. В апреле 1915 года она представляла Австрию на Международном Женском конгрессе в Гааге. Позже она стала членом правления австрийского отделения Международной женской лиги за мир и свободу, а также участвовала в центральной организации. В течение многих лет она принимала активное участие в Интернационале противников войны (WRI), а в 1928 году организовала вторую конференцию WRI, которая проходила в Зонтагберге, Австрия. В апреле 1939 года под угрозой нацистского режима вместе с мужем и дочерью Ольга Мисарж бежала в Энфилд под Лондоном, где вступила в британское отделение Международной лиги мира и свободы.

## Ранние годы и семья
Ольга Поппер родилась 11 декабря 1876 года в Вене и была дочерью текстильного фабриканта Дитриха Давида Поппера (1845–1925) и его жены Фридерике, урождённой Энгельсманн. Первоначально воспитанная еврейскими родителями в Вене, с 11 до 18 лет она жила в Англии, став полностью двуязычной. Вернувшись в Вену, вопреки желанию родителей, она продолжила учёбу благодаря деньгам, заработанным преподаванием английского языка. В 1899 году она вышла замуж за учителя математики Владимира Мисаржа (1872–1963), от которого в 1900 году у неё родились дочери-близнецы Ольга и Вера.

## Карьера
Интересуясь делами женщин, с 1910 года она была членом правления дискуссионного клуба Австрийской ассоциации женщин, а с 1911 по 1912 год — редактором газеты о защите материнства Mitteilungen des Österreichischen Bundes für Mutterschutz. В апреле 1915 года, как активный член Женской ассоциации, она была одним из австрийских делегатов на Международном конгрессе женщин в Гааге. По возвращении в Австрию вместе с другим австрийским делегатом Йеллой Герцка она основала австрийское отделение образовавшейся Международной женской лиги за мир и свободу (WILPF).
В 1917 году Мисарж была соучредителем Österreichisch Friedenspartei (Австрийской партии мира), которая была тесно связана с Женской ассоциацией. Она участвовала во многих демонстрациях организации, часто сталкиваясь с трудностями с полицией. Она выдвинула себя кандидатом на общенациональных выборах в феврале 1919 года от Demokratische Mittelstandspartei (Демократическая партия среднего класса), но не была избрана.
С 1921 года вместе с Герцкой Мисарж была членом правления австрийского отделения WILPF. Она также принимала активное участие в центральной организации WILPF, посещая ежегодные собрания в течение примерно 15 лет. В качестве секретаря австрийского отделения Интернационала противников войны она развивала организацию в Австрии, организовав вторую Международную конференцию противников войны (нем. 2. Internationale Konferenz der Kriegsdienstgegner) в Зонтагберге, Нижняя Австрия, с 27 по 31 июля 1928 года.
При правительстве Курта Шушнига Альянс австрийских противников войны (нем. Bund der Kriegsdienst Gegner) был распущен, в результате чего Мисарж больше не могла действовать в Австрии. Тем не менее она продолжала своё участие в международной сети. В марте 1938 года в доме Мисарж и её мужа был проведён обыск, и многие их книги были конфискованы. В апреле 1939 года они бежали в Энфилд недалеко от Лондона, где жили со своей дочерью Ольгой и её мужем.
Изгнание Ольги Мисарж с мужем было непростым. Они обнаружили, что у них мало возможностей для перевода или репетиторства, и они зависели, прежде всего, от поддержки семьи своей дочери. Они переехали в Хаддерсфилд, где жили с 1942 по 1948 год; здесь Владимир нашёл офисную работу в текстильной компании. После этого они вернулись в Энфилд.
Ольга Мисарж умерла в Лондоне 8 октября 1950 года.

## Публикации
- Neuen Liebesidealen entgegen (Towards New Ideals of Love, 1919). Introduction by Brigitte Rath. Institut für Anarchismusforschung, Wien 2017, ISBN 978-3-9501925-8-2.[7]